# Wittevrouwenklooster (Maastricht)
Het Wittevrouwenklooster was een klooster voor vrouwelijke religieuzen in de Nederlandse stad Maastricht. Het tussen 1230 en 1250 gestichte klooster van magdalenerinnen aan het Vrijthof was een der oudste in Maastricht. In de kloosterkapel werd de Zwarte Christus vereerd. Volgens het laat-middeleeuwse mirakelspel Mariken van Nieumeghen zou de hoofdpersoon Mariken de laatste vijfentwintig jaren van haar leven in dit klooster hebben doorgebracht. Van het in 1796 opgeheven klooster zijn alleen enkele muurfragmenten bewaard gebleven in het souterrain van het Theater aan het Vrijthof.

## Ligging
Het Maastrichtse Wittevrouwenklooster bevond zich op een historisch belangrijke locatie in het centrum van de stad, aan de noordzijde van het Vrijthof, langs de van oorsprong Romeinse handelsweg van Keulen naar Het Kanaal (tegenwoordig Via Belgica genoemd). Op deze plek stond in de vroege middeleeuwen een palts, mogelijk gebouwd door Giselbert II, hertog van Lotharingen. Of delen van deze tiende- of elfde-eeuwse palts nog overeind stonden toen het klooster werd gesticht, is niet bekend. Wellicht hangt de aanwezigheid van de hertogelijk munt (later Statenhuis; hoek Vrijthof-Statenstraat) samen met de aanwezigheid van de palts. Het gebied lag net buiten de claustrale singel van het Sint-Servaaskapittel. Aan de noordzijde grensde het kloosterterrein aan de eerste middeleeuwse stadsmuur, die kort na 1229 tot stand kwam. Na de opheffing en gedeeltelijke sloop van het klooster werd hier begin negentiende eeuw het Generaalshuis gebouwd, waarin eind twintigste eeuw een deel van het Theater aan het Vrijthof werd gevestigd.

## Geschiedenis

### Ontstaan en bloeitijd
Volgens een overlevering werd het Wittevrouwenklooster in de zevende eeuw gesticht door Johannes Agnus, bisschop van Maastricht. Een archeologische opgraving in 1988-'89 heeft geen bebouwing uit die tijd kunnen aantonen, waarmee deze legende definitief naar het rijk der fabelen kan worden verwezen.

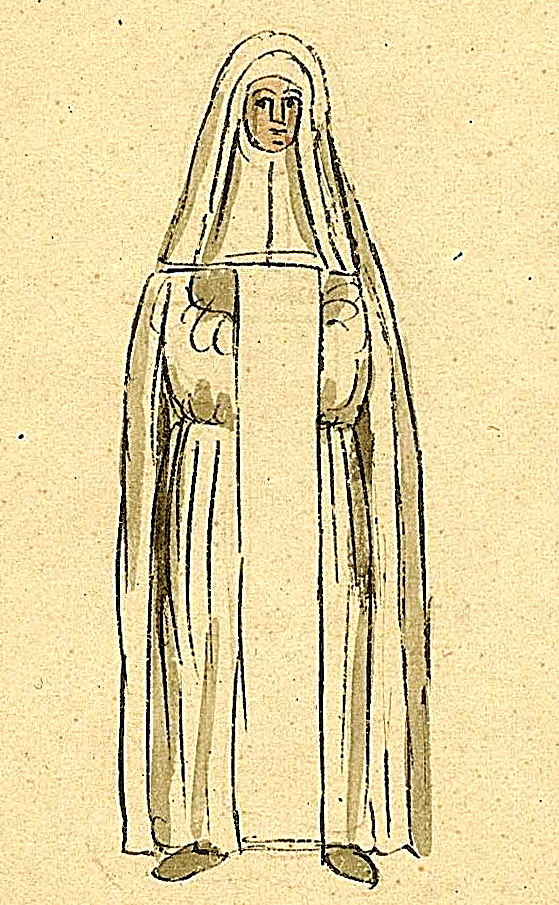
Een Witte Vrouwe, getekend door Philippe van Gulpen, ca. 1840

Het convent van de Magdalenerinnen of Witte Vrouwen werd waarschijnlijk tussen 1230 en 1250 gesticht. Het was daarmee met zekerheid het oudste vrouwenklooster in de stad Maastricht. Het was een klooster van Magdalenazusters (Ordo Sanctae Mariae Magdalenae, OSMM), waarvan de eerste vestiging in 1226 in Worms plaats had. De in 1227 door de paus goedgekeurde kloosterorde was gesticht om 'gevallen vrouwen' (prostituees) op te vangen, die in het klooster boete zouden kunnen doen. Deze vrouwen stonden tevens bekend als 'boetzusters of penitenten van de Heilige Maria Magdalena' en leefden als tertiarissen volgens de kloosterregel van Sint-Augustinus.
Omstreeks 1261 sloten de Zuid-Nederlandse magdalenerinnenkloosters zich onder druk van de kerkelijke autoriteiten aan bij de Orde van Sint-Victor in Parijs. Van magdalenerinnen werden de zusters victorijnen. De kloosterregel werd versoepeld wat betreft de persoonlijke armoede, het vasten, de zwijgplicht en de omgang met de buitenwereld. Dit betekende een totale omslag voor het Maastrichtse klooster: in plaats van zondaressen werden nu meisjes van onbesproken gedrag opgenomen, bij voorkeur van adel. Dat de zondares Mariken uit het gelijknamige mirakelspel eind vijftiende eeuw in dit klooster werd opgenomen om boete te doen, is dan ook onwaarschijnlijk.
Het klooster werd geleid door een door de zusters gekozen overste of priorin, "mevrouw" genoemd, die het dagelijks bestuur uitoefende, en een prior, die de geestelijke leiding had. Het toezicht werd uitgeoefend door een commissaris, die werd aangesteld door het kapittel van Sint-Servaas. De naam 'witte vrouwen' dankten de zusters aan hun geheel witte habijt, scapulier, kap, sluier en mantel.
In 1253 werden de zusters voor het eerst genoemd in een bewaard gebleven akte, waarin de verkoop van een stuk land nabij Wyck wordt geregeld. In 1268 werd het klooster verwoest door brand, wellicht als gevolg van het Beleg van Maastricht (1267) en de daarop volgende Luikse bezetting. Daarna duurde het twaalf jaar voordat het klooster kon worden herbouwd. De financiering van het nieuwe klooster werd mogelijk gemaakt door de jaarrente over goederen die de Heer van Hardevust het klooster had nagelaten. In 1310 werd het koor nieuw ingericht van deze jaarrente. In 1345 werd vastgelegd dat er in verband met de inkomsten niet meer dan 24 zusters in het klooster mochten wonen. Naast de koorzusters waren er ook werkzusters die geen stemrecht hadden ("conversen"), en bewoonsters die geen geloften aflegden ("donaten"). De kloosterregel schreef, naast dagelijkse missen en getijdengebeden in de eigen kloosterkapel, het bijwonen van de zondagse hoogmis in de Sint-Servaaskerk voor.
Het klooster genoot eeuwenlang bekendheid vanwege de aanwezigheid van het genadebeeld van de Zwarte Christus, dat bedevaartgangers uit onder andere Duitsland, Bohemen, Slovenië en Hongarije aantrok. Een pauselijke bul uit 1482 verbond een aflaat aan de verering van dit dertiende-eeuwse kruisbeeld. Aan de pelgrims werden zilveren herinneringskruisjes aangeboden, waarvan enkele rekeningen van Maastrichtse zilversmeden bewaard zijn gebleven. Vanaf de zeventiende eeuw werden vooral gedrukte devotieprentjes verkocht.
In de zestiende en zeventiende eeuw werd het klooster vernieuwd met onder andere twee vleugels, die evenwijdig aan de kloosterkapel en dwars op de toen nog smalle Statenstraat werden gebouwd. De laatste resten daarvan zijn pas in 1988 gesloopt.

### Priorinnen
- 1551 Odilia Passart
- 1655 Bertha Richterich[8]
- ca. 1750 Helena Fosseroul[noot 5]

### Einde klooster en herbestemming
In 1794 raakte het klooster bij het beleg beschadigd door beschietingen van Franse revolutionaire troepen onder generaal Kléber. In 1796 werd het Wittevrouwenklooster, zoals alle kloosters en kapittels in Maastricht, door de nieuwe Franse machthebbers opgeheven. Alle zestien koorzusters en vijf werkzusters moesten het klooster verlaten. Alle kloostergoederen, waaronder de kloostergebouwen met achterliggende tuinen aan het Vrijthof, het buitenverblijf Wittevrouwenhof in Scharn en de uitgestrekte landerijen in het gebied Wittevrouwenveld, werden door de staat geconfisqueerd. Het klooster en de kapel dienden een aantal jaren als opslagruimte, alvorens in 1803 verkocht te worden aan de tabaks- en meekrapfabrikant en handelaar P.F. de Ceuleneer (1743-1816). De in de kapel bewaarde Zwarte Christus werd in 1804 door de bisschop van Luik Jean-Évangéliste Zaepfell toegewezen aan de Sint-Martinusparochie in Wyck-Maastricht.
Na de sloop liet De Ceuleneer op de fundamenten van de kloosterkapel een stadspaleis bouwen in neoclassicistische stijl naar ontwerp van de bouwmeester (en kunstschilder) François Balthasar Hermans (1745-1804). Een deel van de kloostervleugels bleef daarbij behouden. Van 1825 tot 1839 woonde generaal Bernardus Johannes Cornelis Dibbets in het Huis de Ceuleneer, waarna het gebouw werd aangeduid als het Generaalshuis. Na bewoning door verschillende particulieren deed het van 1915 tot eind 1977 dienst als hoofdbureau van politie, stadsarchief en bibliotheek. Van 1989 tot 1992 werd achter het Generaalshuis het Theater aan het Vrijthof gebouwd, naar een ontwerp van de architect Arno Meijs. Daarbij verdwenen de laatste restanten van het klooster.

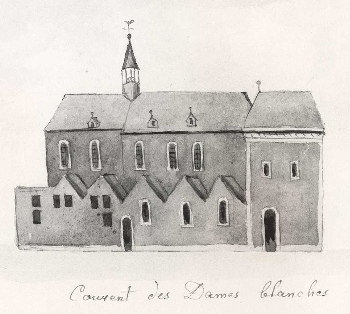
Kapel Wittevrouwenklooster (reconstructie Ph. van Gulpen)
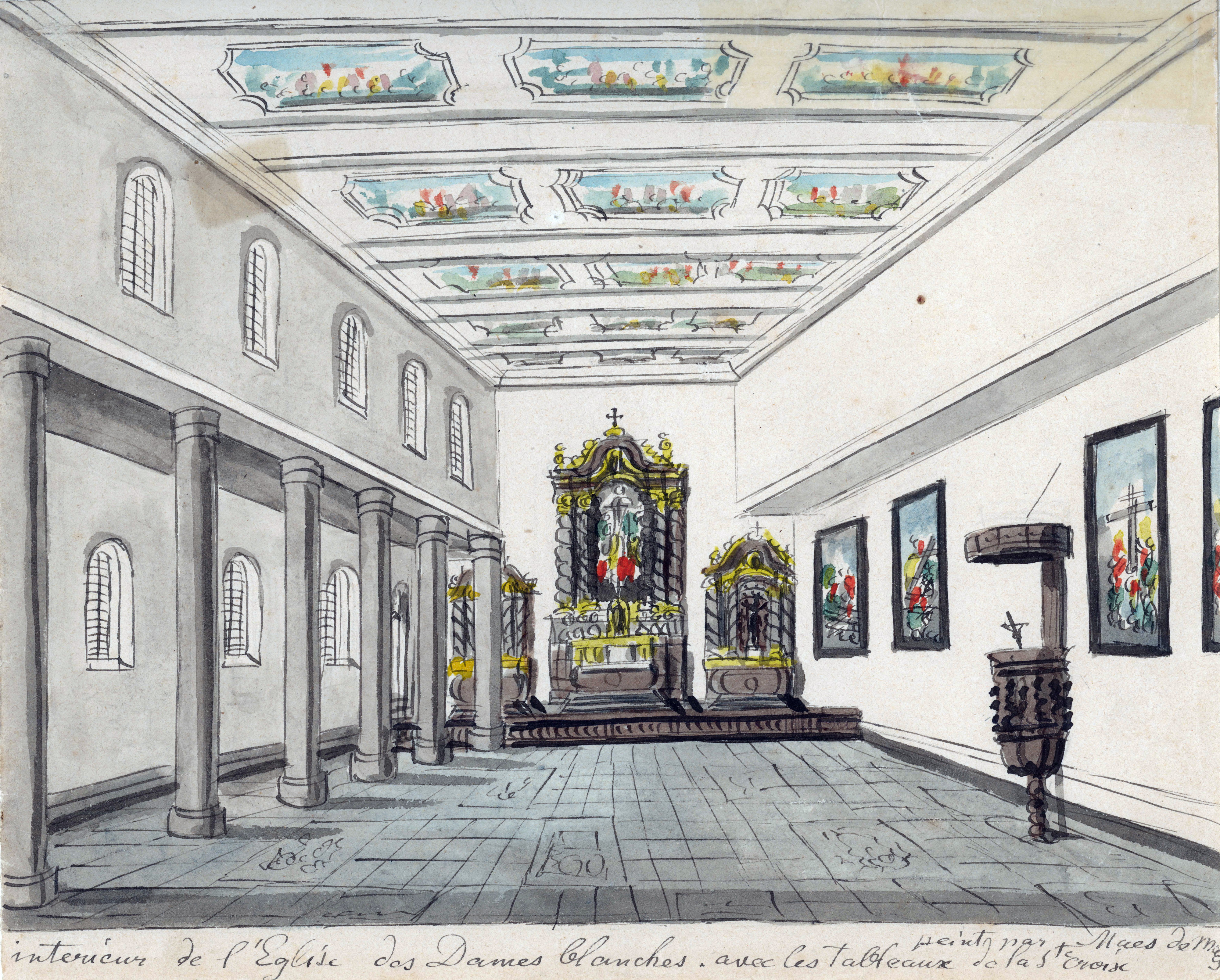
Interieur kapel (reconstructie Ph. van Gulpen)
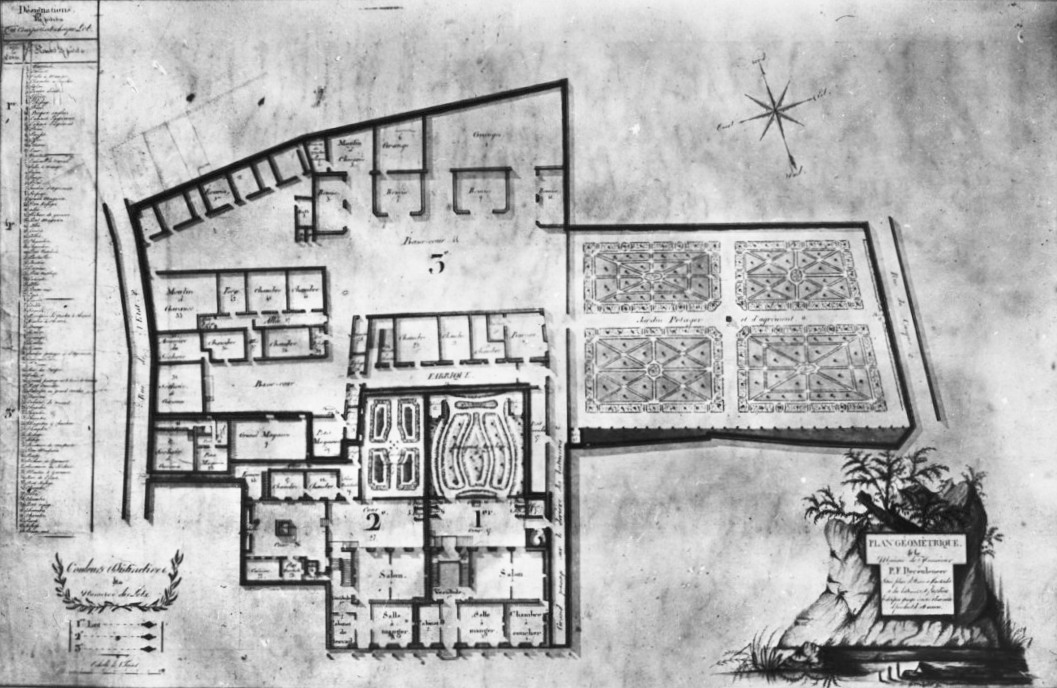
Plattegrond door François Hermans, ca. 1803
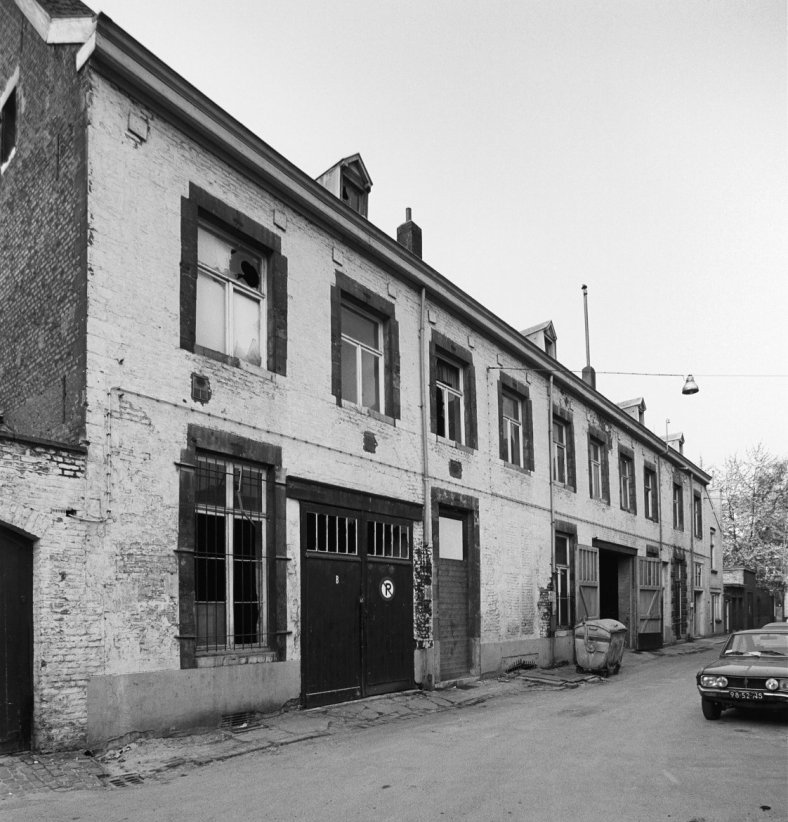
Gesloopte kloostervleugel op het achterterrein, 1982

## Erfgoed

### Gebouwen

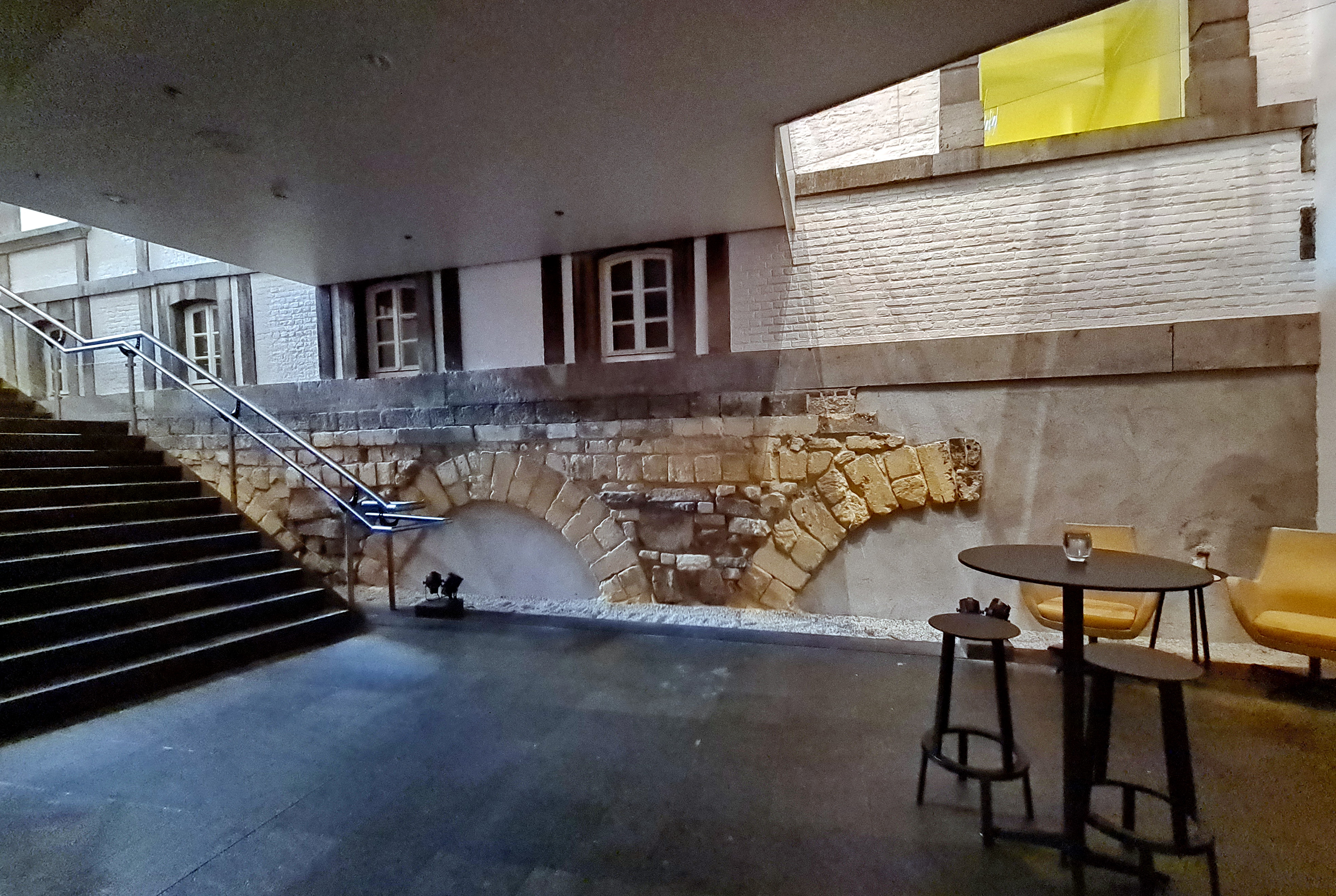
Kloosterrestanten van mergelsteen (onder) in de foyer van het Theater aan het Vrijthof

In de verdiept aangelegde foyer van het Theater aan het Vrijthof bevinden zich nog enkele mergelstenen muurrestanten van het Wittevrouwenklooster. Het pand Vrijthof 47, het Generaalshuis, is gebouwd op de fundamenten van het klooster en bevat eveneens fragmenten van dit gebouw. De achthoekige traptoren aan de achterzijde is vermoedelijk zeventiende-eeuws. Het torentje is geheel opgenomen in de nieuwbouw van het theater; alleen het helmdak van de torenbekroning steekt boven het dak uit. Achter het theater is nog een deel van de eerste middeleeuwse stadsmuur behouden.
Het zeventiende-eeuwse rijksmonument Statenstraat 11/11A maakte ooit deel uit van het Wittevrouwenklooster. Onder het pand bevindt zich een grote overwelfde kelderruimte. De gepleisterde gevel aan de Statenstraat dateert uit het midden van de negentiende eeuw, toen de Statenstraat verbreed werd. De langgerekte noordgevel uit 1619 telde ooit negen vensterassen, maar is sinds de bouw van het Theater aan het Vrijthof aan het oog onttrokken. De eveneens onzichtbare zuidgevel bestond gedeeltelijk uit vakwerk.
De Wittevrouwenhof is een achttiende-eeuws landhuis met een koetshuis in Scharn, destijds even buiten Maastricht gelegen, dat aan het Wittevrouwenklooster toebehoorde. Het complex bestaat uit twee rijksmonumenten en omvatte 18 bunder land. Na de opheffing van het klooster werd het in 1796 als domeingoed verkocht. Sinds 2007 is er een (para)medisch centrum in gevestigd.

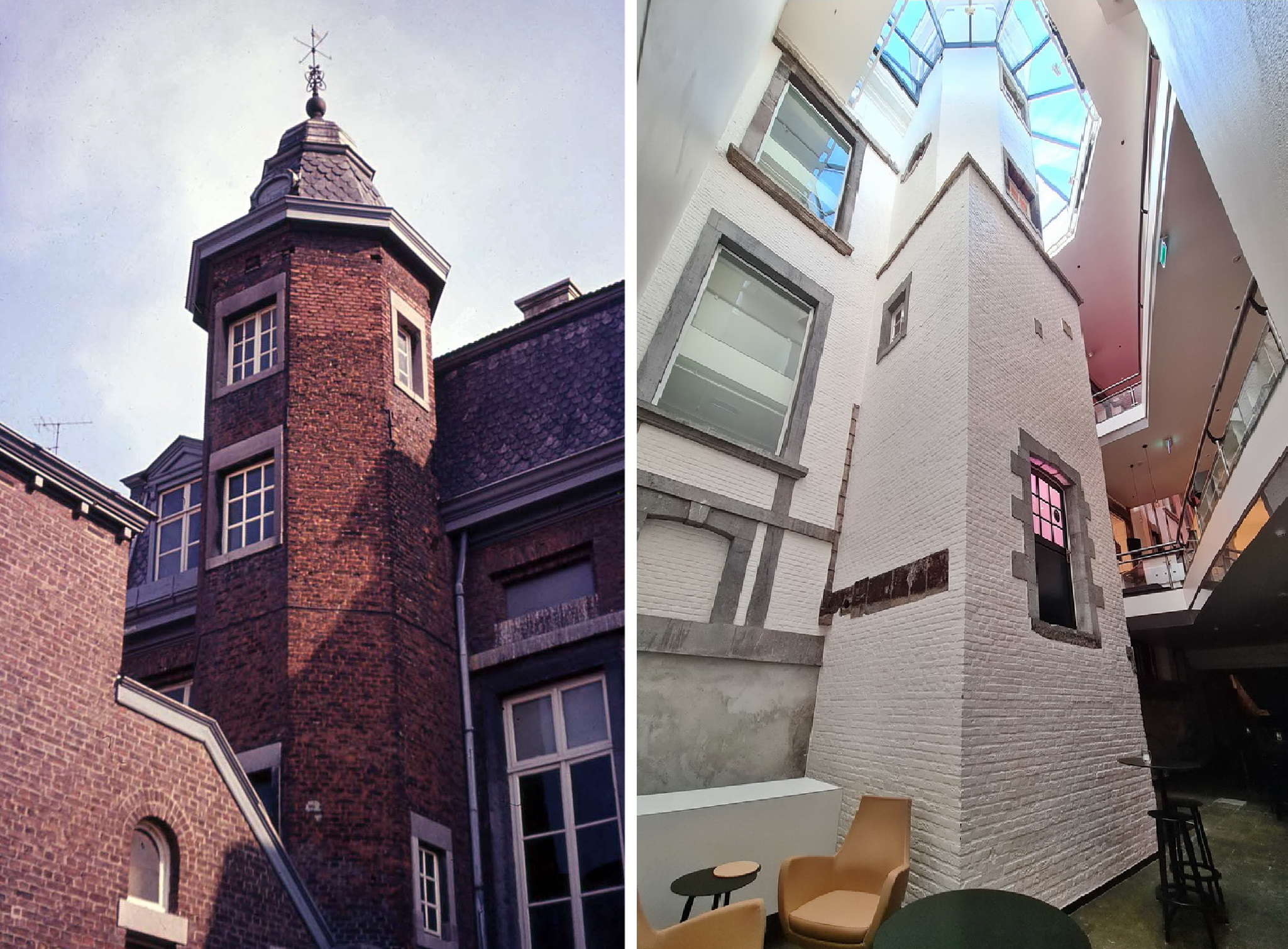
Montagefoto traptorentje, in 1969 (links) en 2025 (rechts)
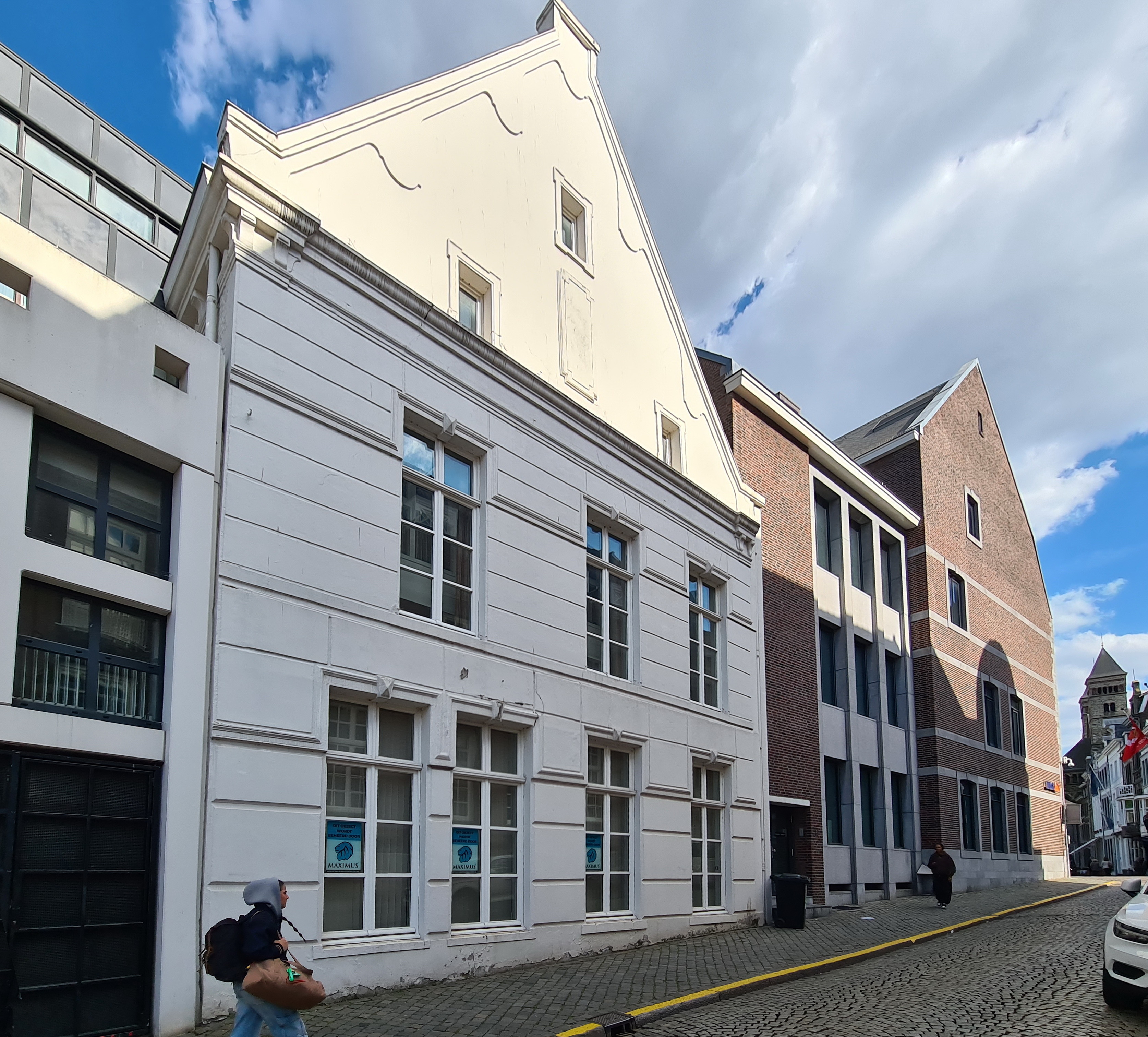
Statenstraat 11/11A (witte puntgevel)
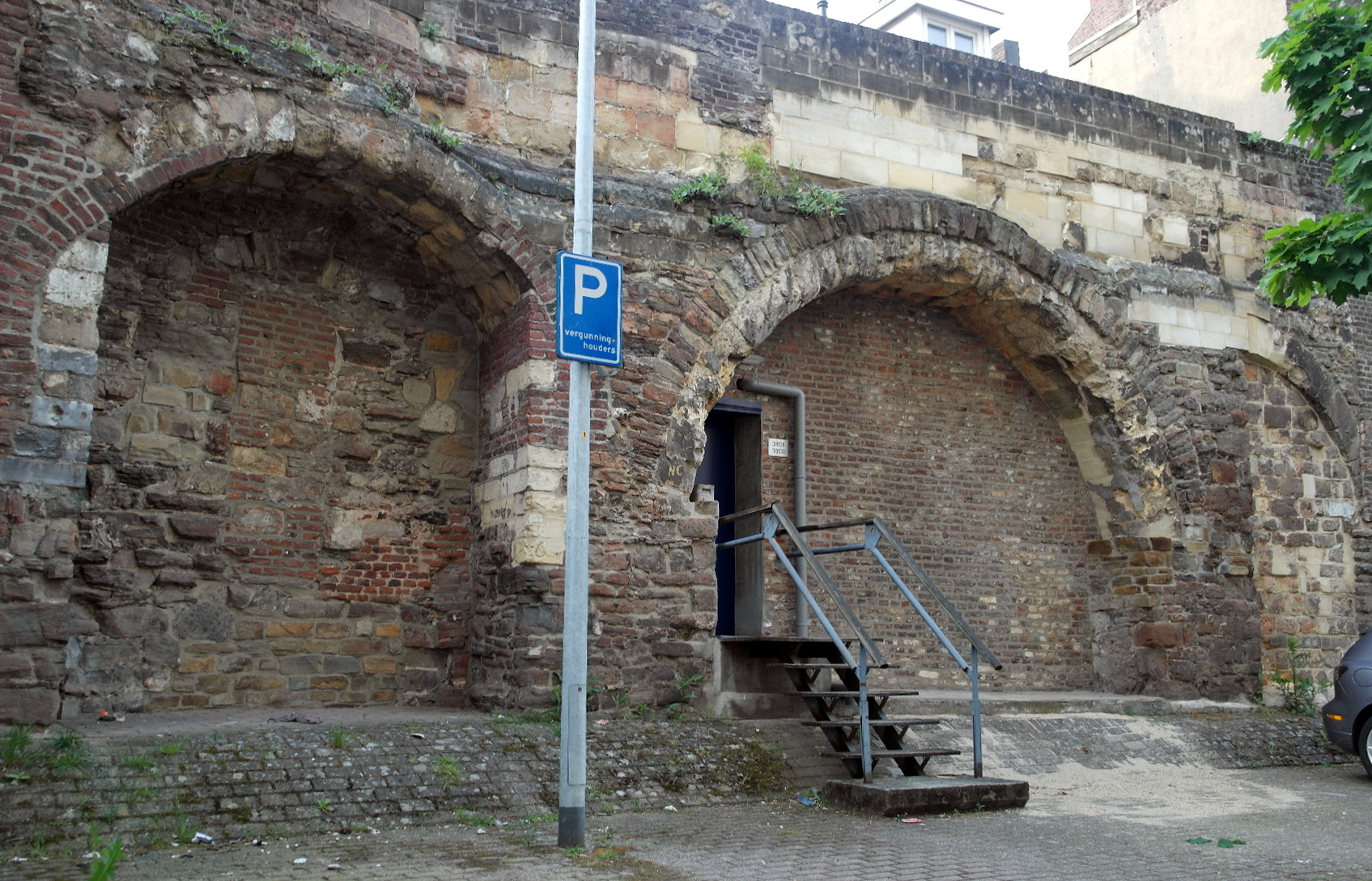
Stadsmuur achter het Theater aan het Vrijthof
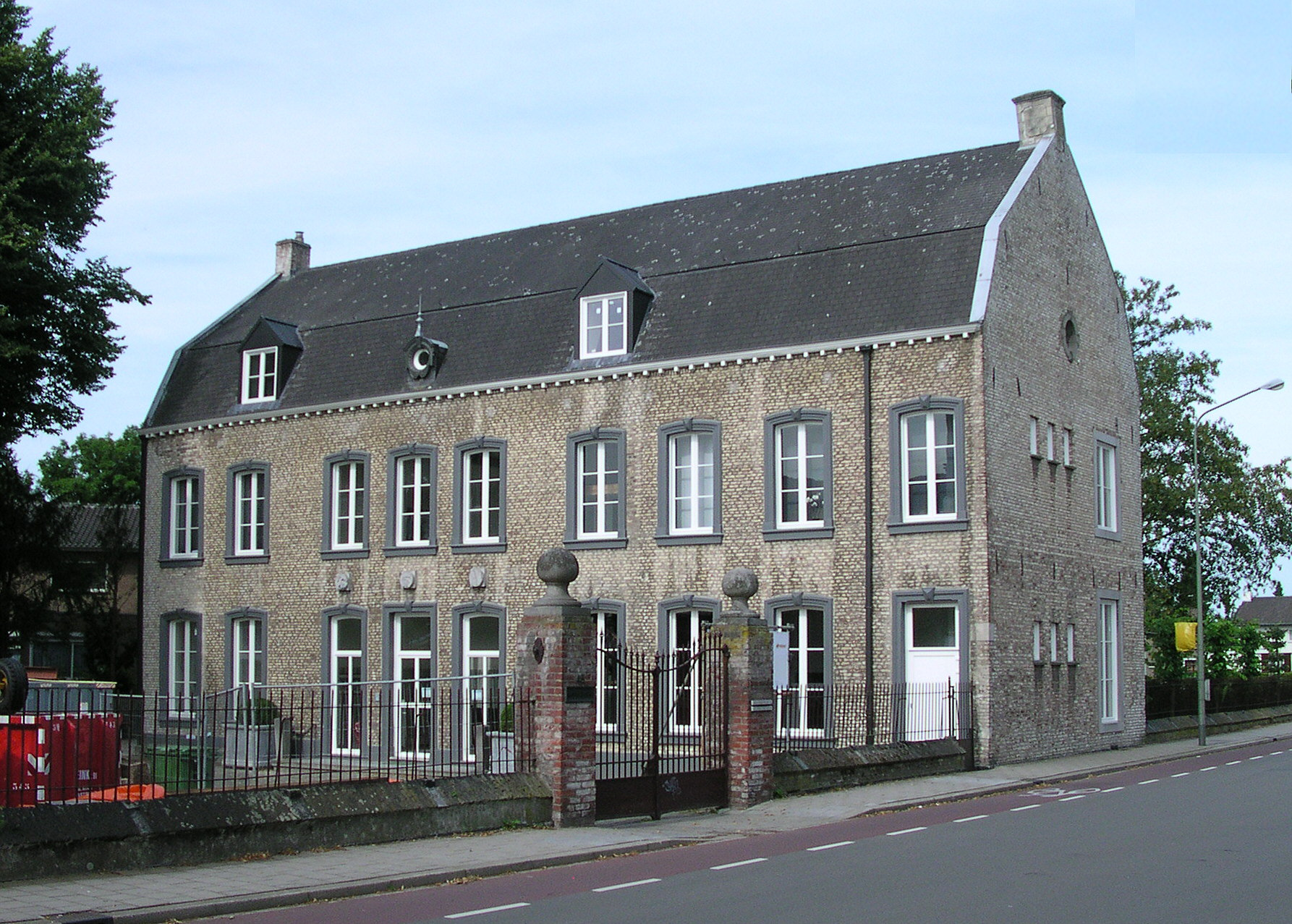
Wittevrouwenhof in Scharn

### Zwarte Christus
Het genadebeeld van de Zwarte Christus van Wyck bevindt zich sinds 1804 in de Sint-Martinuskerk in Wyck. Het behoort tot de vier zogenaamde 'stadsdevoties' van Maastricht, samen met de Sterre der Zee, het borstbeeld van Sint-Servaas en dat van Sint-Lambertus. Het kruisbeeld speelt een rol bij processies en bedevaarten, zoals de Heiligdomsvaart van Maastricht. Uit de tijd van het Wittevrouwenklooster dateren tal van devotieprentjes, die aan pelgrims werden verkocht. Een verzameling devotieprentjes bevindt zich in het Museum De Mindere in Sint-Truiden.
Niet bekend is of een serie schilderijen die het Heilig Kruis of de kruisweg tot onderwerp hadden, bewaard gebleven is. Deze schilderijen zijn te herkennen op de hierboven afgebeelde tekening van het kapelinterieur door Philippe van Gulpen (1792–1862). Van Gulpen vermeldde in het onderschrift tevens de (helaas onleesbare) naam van de schilder.

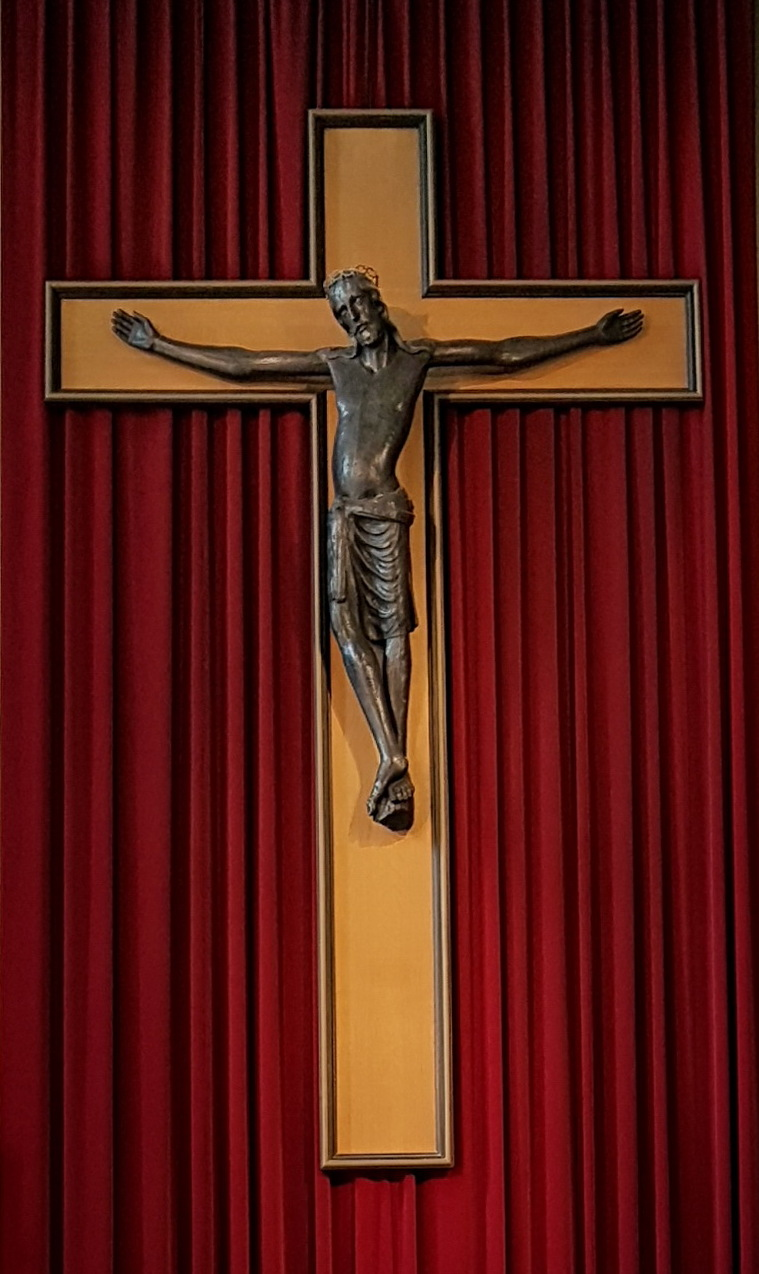
In de Sint-Martinuskerk, 2018
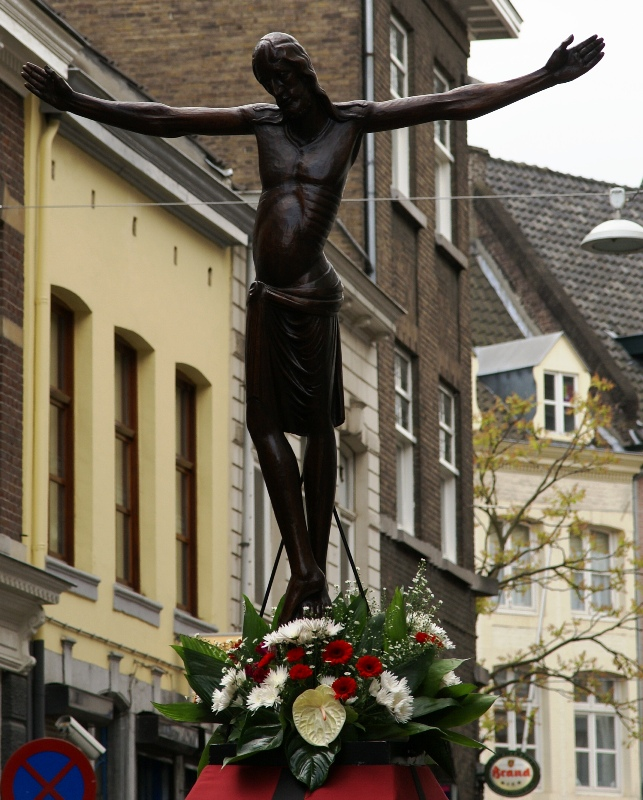
Stadsprocessie, 2010
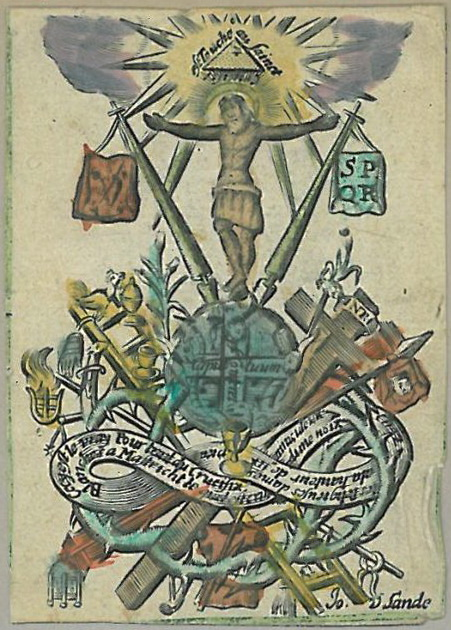
Devotieprentje, Antwerpen, ca. 1640-1710
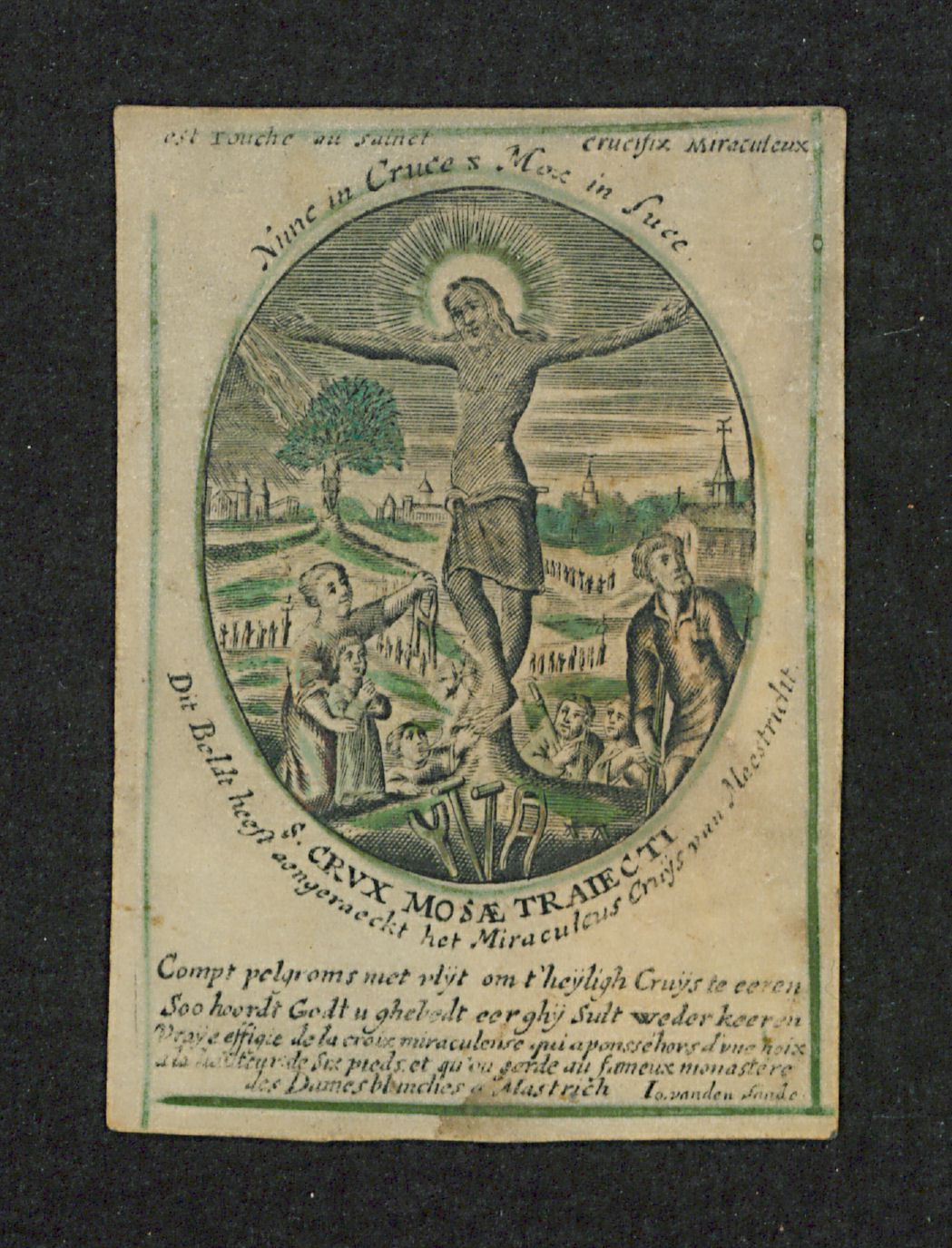
Devotieprentje, ca. 1620-1796

### Overig erfgoed
Van de kapel van het Wittevrouwenklooster zijn diverse tekeningen bewaard gebleven. Een van de fraaiste is wellicht die van Valentijn Klotz uit circa 1670 (afbeelding linksboven). Een vrij gedetailleerde tekening is van Michel Lenarts, gemaakt in 1791, enkele jaren voor de opheffing van het klooster. De tekenaar en amateurhistoricus Philippe van Gulpen (1792-1862), die de kapel alleen als kleine jongen gekend kan hebben, maakte diverse reconstructietekeningen, zowel van het exterieur als het interieur.
Daarnaast bleven er enkele tastbare objecten afkomstig uit het Wittevrouwenklooster bewaard. Een gedecoreerd wasbord van brons uit circa 1200 werd in 1989 bij een archeologische opgraving ter plekke van het Wittevrouwenklooster gevonden en zou het oudste overblijfsel van het klooster kunnen zijn. Het bord bevindt zich in de collectie van het Centre Céramique. Een andere bodemvondst betreft een zegelstempel van het klooster, gevonden omstreeks 1980 bij de verbouwing van het hoekpand Vrijthof-Statenstraat. Een zilveren miskelk uit 1610 werd in opdracht van priorin Bertha van Richterich vervaardigd door een Maastrichtse zilversmid en bevindt zich thans in de Sint-Martinuskerk in Gronsveld.
In de noordgevel van het pand Statenstraat 11/11a was tot de bouw van het Theater aan het Vrijthof een hardstenen reliëf van 86,5 x 70 cm ingemetseld. De steen is het restant van een zeventiende-eeuwse memorietafel van kanunnik Wilhelmus van Bemmel (1575-1639), die vanaf 1615 commissaris van het Wittevrouwenklooster was, waar hij ook werd begraven. Het reliëf toont de geknielde kanunnik met zijn beschermheilige en een calvariegroep. Hoewel het eigenlijke epitaaf is verwijderd, is de tekst overgeleverd. De huidige verblijfplaats van het reliëf is onbekend.
Het achttiende-eeuwse kabinetorgel van orgelbouwer Joseph Binvignat belandde na de opheffing van het klooster in de (oude) Sint-Monulphus en Gondulphuskerk in Berg en Terblijt. Van 1935 tot 1962 bevond het zich in de Antonius van Paduakerk in Scharn. Na een restauratie door Verschueren Orgelbouw werd het in 1970 opgesteld in de Cellebroederskapel in Maastricht.
Behalve de veldnaam, later buurtnaam Wittevrouwenveld, herinnerden ook andere topografische aanduidingen aan de zusters en hun klooster. Zo liep ongeveer ter plekke van de Groene Loper de Wittevrouwenweg. De weg verdween eind jaren 1950 door de aanleg van de A2. In Itteren was tot 1970 een Witte Vrouwenvoetpad (nu Heinsbergstraat). In Wittevrouwenveld en Scharn bestond tot 1975 eveneens een Wittevrouwenvoetpad (nu Pastoor Jacobsweg). De eerstgenoemde verdween als gevolg van de annexatie van 1970; bij de laatste is de reden onbekend.

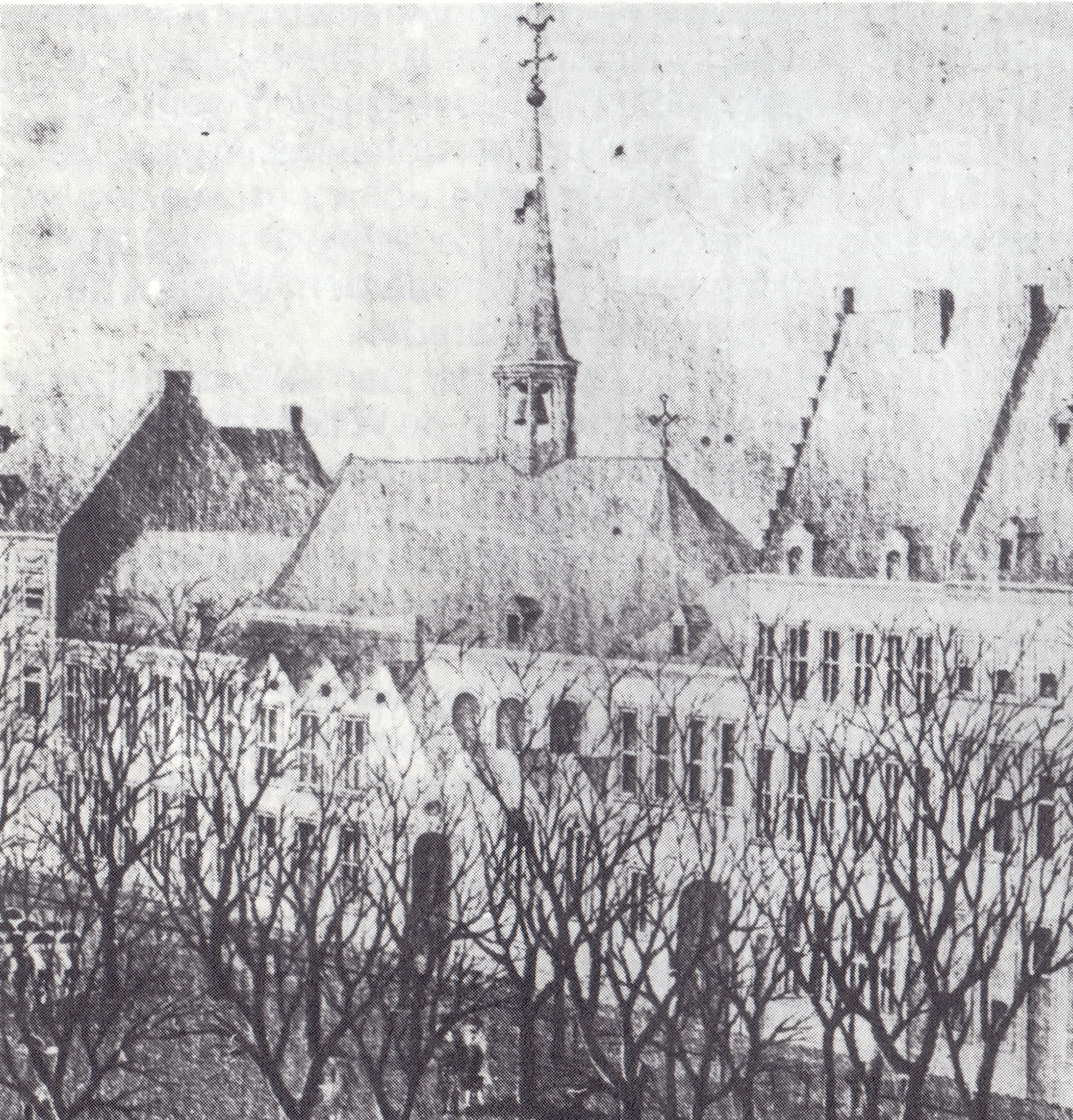
Detail tekening Michel Lenarts, 1791
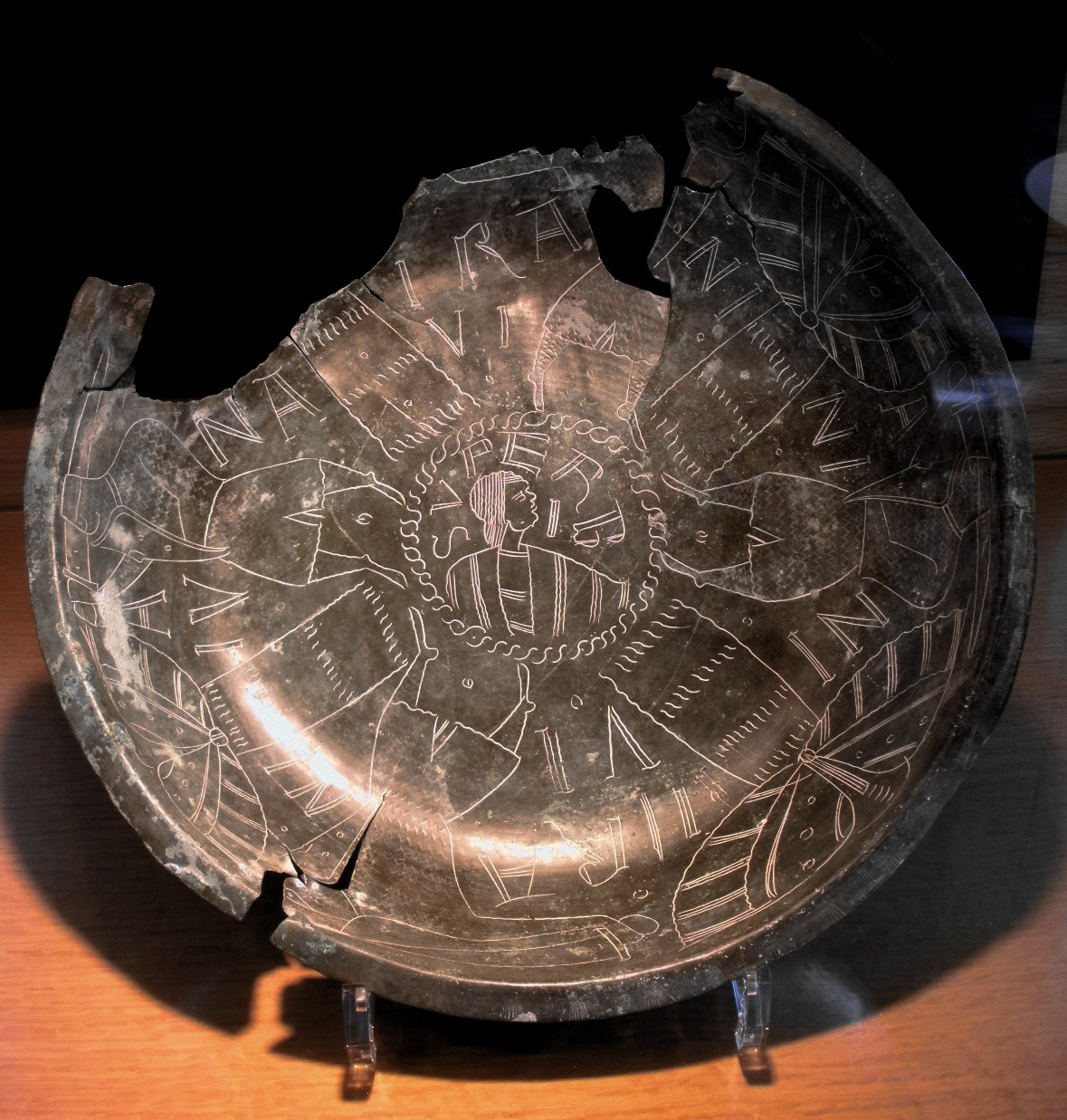
Bronzen wasbord, Centre Céramique
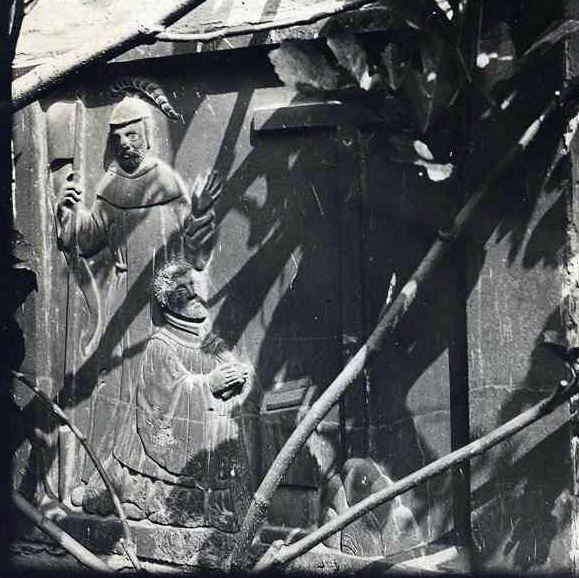
Reliëf in kloostermuur, verblijfplaats onbekend
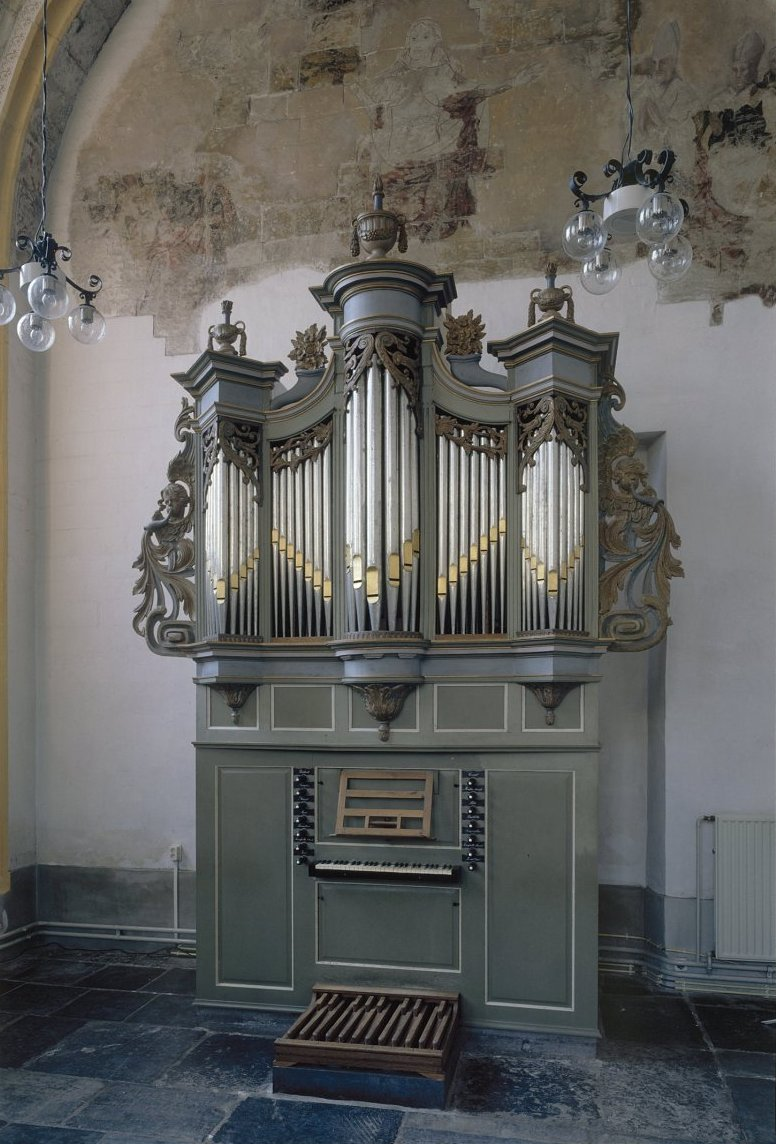
Kabinetorgel Cellebroederskapel